# Annemarie Renger
 (mars 2025).
Si vous disposez d'ouvrages ou d'articles de référence ou si vous connaissez des sites web de qualité traitant du thème abordé ici, merci de compléter l'article en donnant les références utiles à sa vérifiabilité et en les liant à la section « Notes et références ».
En pratique : Quelles sources sont attendues ? Comment ajouter mes sources ?
Annemarie Renger, née Wildung le 7 octobre 1919 à Leipzig et décédée le 3 mars 2008 à Remagen, est une femme politique allemande, membre du Parti social-démocrate d'Allemagne (SPD). Députée fédérale de 1953 à 1990, elle est la première femme à présider le Bundestag et à se présenter à une élection présidentielle fédérale.

## Éléments personnels

### Formation et carrière
En 1934, elle doit quitter le gymnasium pour filles de Berlin dans lequel elle suit ses études secondaires, sa bourse d'études lui ayant été retirée du fait de l'orientation sociale-démocrate de ses parents. Elle parvient par la suite à suivre une formation dans le monde de l'édition, passant avec succès l'examen d'assistante commerciale.
Salariée de l'édition à Berlin jusqu'en 1945, elle devient ensuite la secrétaire personnelle de Kurt Schumacher, président du SPD, puis prend en 1946 la direction du bureau du parti, d'abord à Hanovre puis à Bonn.

### Vie familiale
Elle est issue d'une famille sociale-démocrate, son grand-père ayant été membre du SPD, tout comme son père, un charpentier de profession devenu responsable associatif dans le domaine du sport, et sa mère, qui rejoint le parti en 1908, lorsque les femmes y ont été admises.
Elle se marie en 1938 avec Emil Ernst Renger, un directeur publicitaire dont elle a un enfant, Rolf, la même année. Celui-ci, décédé en 1998, n'a jamais connu son père, mort en France en 1944, et rejoint par la suite le Parti libéral-démocrate (FDP). Veuve à 26 ans, elle perd trois de ses frères au cours de la Seconde Guerre mondiale. En 1945, elle fait la rencontre de Kurt Schumacher et devient sa confidente, puis sa compagne. Il décède en 1952, et elle se remarie treize ans plus tard avec Aleksandar Loncarevic, un économiste yougoslave mort en 1973.
À partir de 1965, elle vit à Remagen, dans le quartier d'Oberwinter.

## Carrière politique

### Les débuts
Elle adhère au Parti social-démocrate d'Allemagne (SPD) en 1945, affirmant vouloir contribuer à l'édification d'une Allemagne démocratique et à un monde débarrassé de la guerre, et restera toujours très proche de son premier président d'après-guerre, Kurt Schumacher. Élue députée fédérale au Bundestag en 1953, elle est désignée quatre ans plus tard coordinatrice du groupe SPD, étant la première femme choisie pour occuper un tel poste. La même année 1957, elle fonde avec Egon Franke le groupe des Kanalarbeiter, qui réunit les députés SPD conservateurs et proches des syndicats.

### Présidente puis vice-présidente du Bundestag
Lors des élections fédérales anticipées de 1972, les sociaux-démocrates deviennent, pour la première fois depuis 1949, la première force parlementaire. C'est à ce titre qu'Annemarie Renger est élue présidente du Bundestag le 13 décembre, à l'ouverture de la septième législature. Elle est alors la première femme élue à la présidence de cette assemblée et d'un Parlement librement élu. Elle affirmera plus tard s'être proposée elle-même à ce poste, sans quoi sa candidature n'aurait sans doute pas été proposée. Elle entre au comité directeur fédéral et au bureau du SPD l'année suivante.
Son mandat ne dure que quatre ans, la CDU/CSU ayant retrouvé son statut de première force parlementaire aux élections fédérales de 1976. Elle cède alors la présidence au chrétien-démocrate Karl Carstens le 14 décembre, mais devient aussitôt vice-présidente du Bundestag, sur proposition du groupe social-démocrate. Six mois plus tard, elle est désignée vice-présidente de la commission parlementaire des Affaires étrangères.

### Présidentielle de 1979 et fin de carrière
Le 23 mai 1979, elle est présentée par le SPD comme candidate à l'élection présidentielle, étant la première femme candidate au poste de président fédéral. Elle ne recueille cependant que 431 voix, soit 41,6 % des suffrages, contre 528 voix et 51 % au candidat de la CDU/CSU, Karl Carstens. Elle continue de siéger au Bundestag jusqu'en 1990, conservant sa vice-présidence jusqu'à la fin de sa carrière parlementaire. En 1983, elle fait partie des vingt-cinq députés sociaux-démocrates, avec Egon Franke, Dieter Haack ou Hans Matthöfer, tous issus de l'aile droite du parti, à s'abstenir lors du vote suivant le débat sur la double décision de l'OTAN et qui préconisait de maintenir des discussions avec l'Union soviétique.

### Hommage
Connue comme la dernière « grande dame » de la social-démocratie allemande, Annemarie Renger est décédée le 3 mars 2008. Devant le Bundestag, réuni pour une séance d'hommage à son ancienne présidente, le titulaire du poste, Norbert Lammert, a déclaré que « Avec elle, nous avons perdu un important membre du Parlement, une démocrate engagée, une députée avec un cœur et une âme. Annemarie Renger a été, dans l'histoire du Bundestag, la première femme et sociale-démocrate à occuper la présidence, ce qu'elle faisait avec conviction, détermination et dignité. Une de ses caractéristiques était son application souvent vigoureuse du règlement, vécue par tous les députés, au-delà des frontières partisanes. ».